# Světový pohár v biatlonu 2017/2018 – Anterselva
6. podnik Světového poháru v biatlonu v sezóně 2017/18 probíhal od 18. do 21. ledna 2018 v italské Anterselvě. Na programu podniku byly závody ve sprintech, stíhací závody a závody s hromadným startem.

## Program závodů
Oficiální program:
| Datum     | Disciplína                       | Začátek (SEČ) | Počet závodníků |
| --------- | -------------------------------- | ------------- | --------------- |
| 18. ledna | Sprint (ženy)                    | 14:15         | 103             |
| 19. ledna | Sprint (muži)                    | 14:15         | 109             |
| 20. ledna | Stíhací závod (ženy)             | 13:15         | 57              |
| 20. ledna | Stíhací závod (muži)             | 15:00         | 57              |
| 21. ledna | Závod s hromadným startem (ženy) | 12:30         | 30              |
| 21. ledna | Závod s hromadným startem (muži) | 14:15         | 30              |

## Průběh závodů

### Sprinty
Mnoha závodnicím dělala problémy velká nadmořská výška tohoto areálu, takže i když bylo velmi příznivé počasí, hlavně zpočátku na střelnici hodně chybovaly. Jako jedné z prvních se podařilo střílet čistě Veronice Vítkové, která se po první i druhé střelbě dostala do průběžného vedení a do cíle dojala také na první pozici s náskokem přes 50 sekund. „Věděla jsem, že tady v Anterselvě musím střílet co nejlépe. Každý metr navíc je tady strašně bolavý,“ komentovala to Vítková po závodě. Bezprostředně za ní však jela Němka Laura Dahlmeierová, která běžela hlavně v druhé polovině závodu rychleji a v cíli předstihla Vítkovou o téměř devět sekund. Českou reprezentantku pak ohrožovala stejně čistě střílející Franziska Hildebrandová, které však v posledním kole došly síly, a Darja Domračevová, která sice udělala jednu chybu při položce vstoje, ale běžela nejrychleji ze všech závodnic a skončila necelé tři sekundy za Vítkovou. S vysokým startovním číslem vyjela na trať Norka Tiril Eckhoffová, Od podzimu se jí nedařilo, ale v tomto závodě bezchybně střílela a velmi rychle běžela. Předstihla tak všechny soupeřky a v závodě zvítězila.
Z dalších českých reprezentantek dosáhla největšího úspěchu v dosavadní kariéře Jessica Jislová, které střílela také čistě a dojela patnáctá. Body do hodnocení světového poháru získala ještě Eva Puskarčíková, která dokončila závod na 23. místě.
Závod mužů se jel za silného a měnícího se větru a proto jen málo závodníků střílelo čistě. Podařilo se to Němci Arndu Peiffereovi a Francouzi Martinu Fourcadovi, kteří dojížděli do cíle současně, ale protože Fourcade startoval o půl minuty později, byl v cíli klasifikován před Peifferem. Před nimi však jel Nor Johannes Thingnes Bø. která sice nezasáhl jeden terč při střelbě vleže, ale napravil to svým tradičně nejlepším běžeckým časem a celkově zvítězil.
Ondřeji Moravcovi se podařilo střílet bezchybně a i proto se byl po jednotlivých střelbách i v cíli průběžně první. Pomaleji však střílel a především běžel pomalu, a proto byl nakonec v cíli desátý. Dalším českým závodníkům se závod nevydařil a všichni skončili v druhé polovině výsledkové listiny.

### Stíhací závody
Do závodu žen nastupovala Veronika Vítková ze třetího místa. Běžela však pomaleji a třikrát udělala na střelnici po jedné chybě. Průběžně klesla až na 14. pozici, ale lepší střelbou vstoje a zlepšeným během v posledním kole se dokázala dostat na konečné sedmé místo. „Jsem ráda za ten finiš, že ač mě dvě holky předjely, tak já jsem je zase předjela zpátky,“ řekla po dojezdu pro Českou televizi. Eva Puskarčíková střílela jako obvykle velmi rychle, ale vinou celkově tří chyb a pomalého běhu klesla na 30. místo. V závodě zvítězila Laura Dahlmeierová, která při poslední položce zastřílela jako jediná z vedoucích závodnic čistě a jela si s bezpečným náskokem pro vítězství. Za ní celé poslední kolo bojovaly u druhé místo Italka Dorothea Wiererová a Běloruska Darja Domračevová. Ta však v poslední zatáčce zlomila Wiererové hůlku, galantně přestala sprintovat a nechala tak Italku dojet si pro stříbrnou medaili.
Mezi muži zvítězil – s největším náskokem za posledních 13 let – Johannes Thingnes Bø. Střílel čistě a od první střelby navyšoval náskok na druhého Martina Fourcada, který si zase udržoval bezpečný odstup od nakonec třetího Rusa Anton Šipulina. 
Ondřeji Moravcovi se nevydařily střelby vleže, kde udělal celkem čtyři chyby. Vstoje střílel sice jako jeden z mála čistě, ale i vinou pomalého běhu klesl na 44. pozici v cíli. Překvapením byl naopak výkon Michala Šlesingra, který střílel čistě a chybu udělal až při poslední položce. Oproti startovní pozici se zlepšil o 31 míst a dojel na 24. místě. Body získal i Adam Václavík, který nezasáhl jen jeden terč při střelbě vleže a posunul se o 23 pozic na 34. místo.

### Závody s hromadným startem
Před nedělními stíhacími závody začalo sněžit a v závodě žen na závodnice několikrát spadl sníh ze stromů. Veronika Vítková se na střelnici udělala celkem tři chyby a byla viditelně unavená, takže kromě prvního kola zajížděla jedny z nejhorších běžeckých časů a do cíle dojela na 27. místě. „Přišlo mi, jako bych celou trať běžela na dřevěných nohách. Už v sobotu jsem se hodně trápila, ale dnes to byl extra očistec.“ Eva Puskarčíková do závodu nenastoupila: „Evík byla hodně unavená, nemělo smysl ji přetěžovat, musí se připravit na olympiádu,“ vysvětlil její neúčast trenér Holubec. 
Od začátku závodu vedla domácí Dorothea Wiererová, která si před poslední střelbou vypracovala téměř 20sekundový náskok před Slovenkou Anastasií Kuzminovou. Při ní však Wiererová chybovala dvakrát a Kuzminová jednou, takže se do čela dostala Běloruska Darja Domračevová, která se po chybě na první střelbě postupně propracovávala dopředu a zvítězila. Druhou Kuzminovou ještě stíhala Finka Kaisa Mäkäräinenová, která udělala celkem čtyři chyby a do posledního kola vyjížděla z 8. místa, ale přes nejrychlejší běžecký čas už Slovenku předjet nestačila a skončila třetí. Zklamaná Wiererová nakonec dojala až na 7. místě.
Při závodu mužů sice panovalo lepší počasí, ale přesto žádný ze závodníků nestřílel čistě a jen dva udělali po jedné chybě. Jedním z nich byl Ondřej Moravec, který však pomalu běžel a tak se dokázal posunout jen na 14. pozici v cíli. Michal Krčmář sice běžel rychleji, ale pomalu a hlavně méně přesně střílel, a tak s celkem třemi nezasaženými terči skončil na 16. místě. 
Zvítězil Martin Fourcade, který se od poloviny závodu udržoval v čele. Při poslední položce vstoje sice udělal jednu chybu, ale naprostá většina jeho pronásledovatelů také a tak odjížděl do posledního kola s půlminutovým náskokem. Za ním o druhé místo bojovali dva Norové: Tarjei Bø sice před cílem ujel Erlendu Bjøntegaardovi, pro kterého to přesto byl úspěch, protože poprvé v kariéře stanul na stupních vítězů.

## Pořadí zemí
| Pořadí | Země      | 1. místo | 2. místo | 3. místo | Celkově |
| ------ | --------- | -------- | -------- | -------- | ------- |
| 1.     | Norsko    | 3        | 1        | 1        | 5       |
| 2.     | Francie   | 1        | 2        | 0        | 3       |
| 3.     | Německo   | 1        | 1        | 1        | 3       |
| 4.     | Bělorusko | 1        | 0        | 1        | 2       |
| 5.     | Itálie    | 0        | 1        | 0        | 1       |
| 5.     | Slovensko | 0        | 1        | 0        | 1       |
| 7.     | Česko     | 0        | 0        | 1        | 1       |
| 7.     | Finsko    | 0        | 0        | 1        | 1       |
| 7.     | Rusko     | 0        | 0        | 1        | 1       |
|        | Celkem    | 6        | 6        | 6        | 18      |

## Umístění na stupních vítězů

### Muži
| Disciplína                        | První místo          | Výkon   | Druhé místo     | Výkon   | Třetí místo        | Výkon   |
| Sprint (10 km)                    | Johannes Thingnes Bø | 23:19,3 | Martin Fourcade | 23:32,1 | Arnd Peiffer       | 24:01,5 |
| Stíhací závod (12,5 km)           | Johannes Thingnes Bø | 31:14,4 | Martin Fourcade | 32:14,5 | Anton Šipulin      | 32:32,8 |
| Závod s hromadným startem (15 km) | Martin Fourcade      | 40:18,6 | Tarjei Bø       | 40:21,4 | Erlend Bjøntegaard | 40:23,7 |

### Ženy
| Disciplína                          | První místo        | Výkon   | Druhé místo         | Výkon   | Třetí místo         | Výkon   |
| Sprint (7,5 km)                     | Tiril Eckhoffová   | 21:05,3 | Laura Dahlmeierová  | 21:17,3 | Veronika Vítková    | 21:25,9 |
| Stíhací závod (10 km)               | Laura Dahlmeierová | 29:45,0 | Dorothea Wiererová  | 30:02,3 | Darja Domračevová   | 30:05,2 |
| Závod s hromadným startem (12,5 km) | Darja Domračevová  | 40:23,9 | Anastasia Kuzminová | 40:35,8 | Kaisa Mäkäräinenová | 40:40,1 |